# Markkleeberg
Markkleeberg è una città di 24 523 abitanti della Sassonia, in Germania.

È il centro maggiore, ma non il capoluogo, del circondario di Lipsia.
Markkleeberg si fregia del titolo di "Grande città circondariale" (Große Kreisstadt).
A Markkleeberg corre il fiume Pleiße.

## Suddivisione
Markkleeberg si divide in 12 zone (Gemarkung), corrispondenti all'area urbana e a 11 frazioni:
- Markkleeberg (area urbana)
- Auenhain
- Cospuden
- Cröbern
- Crostewitz
- Gaschwitz
- Gautzsch
- Großstädteln
- Oetzsch
- Prödel
- Wachau
- Zöbigker

## Amministrazione

### Gemellaggi
Markkleeberg è gemellata con:
- Pierre-Bénite, dal 1971
- Hemmingen, dal 1991
- Zărnești, dal 1991
- Neusäß, dal 1992
- Boville Ernica, dal 2005